# Universität Dubrovnik
Die Universität Dubrovnik (kroatisch: Sveučilište u Dubrovniku; lat.: Universitas Studiorum Ragusina) ist eine staatliche Universität in der kroatischen Adriastadt Dubrovnik, mit zurzeit rund 2600 Studenten und 160 wissenschaftlichen Mitarbeitern. Sie wurde im Jahre 2003 gegründet und ist damit nach der Juraj-Dobrila-Universität Pula die zweitjüngste Universität Kroatiens. Rektor der Universität ist Mateo Milković.
Neben der Universität Dubrovnik gibt es auch noch eine Hochschule in Dubrovnik.

## Fakultäten
Das Lehrprogramm gliedert sich in 7 Fakultäten.
- Fakultät für Wasserwirtschaft
- Fakultät für Elektrotechnik und Informatik
- Fakultät für Wirtschaftswissenschaften
- Fakultät für Ingenieurwissenschaften
- Fakultät für Ozeanologie
- Fakultät für Telekommunikation
- Fakultät für Denkmalschutz